# Muzdalifa

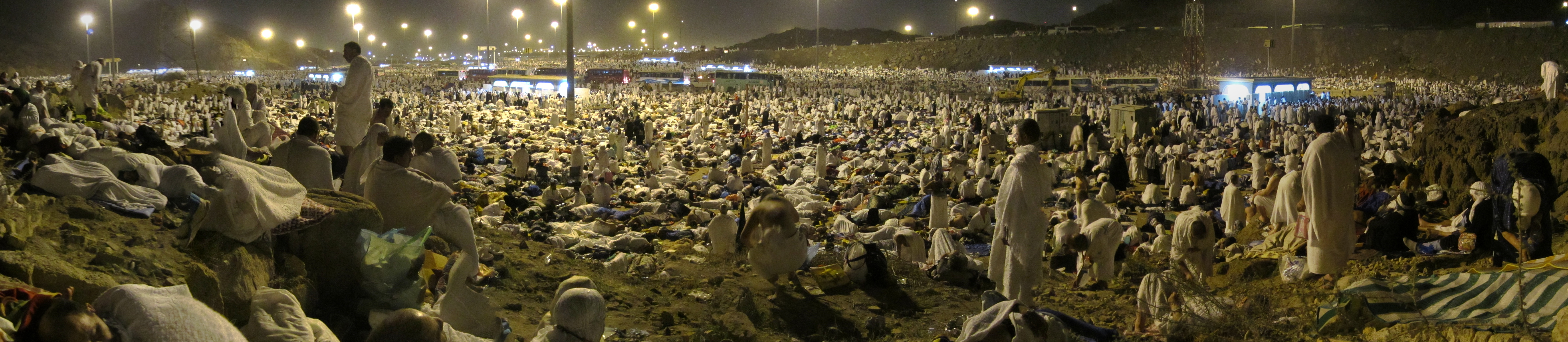
Muslimska pilgrimer under hajj i Muzdalifa.

Muzdalifa (arabiska: مُزْدَلِفَة) är ett öppet, plant område nära Mecka i Hijaz-regionen i Saudiarabien och är förknippat med pilgrimsfärden hajj. Här stannar pilgrimerna under en del av natten efter att de varit i Arafat.